# 青岛第一海水浴场

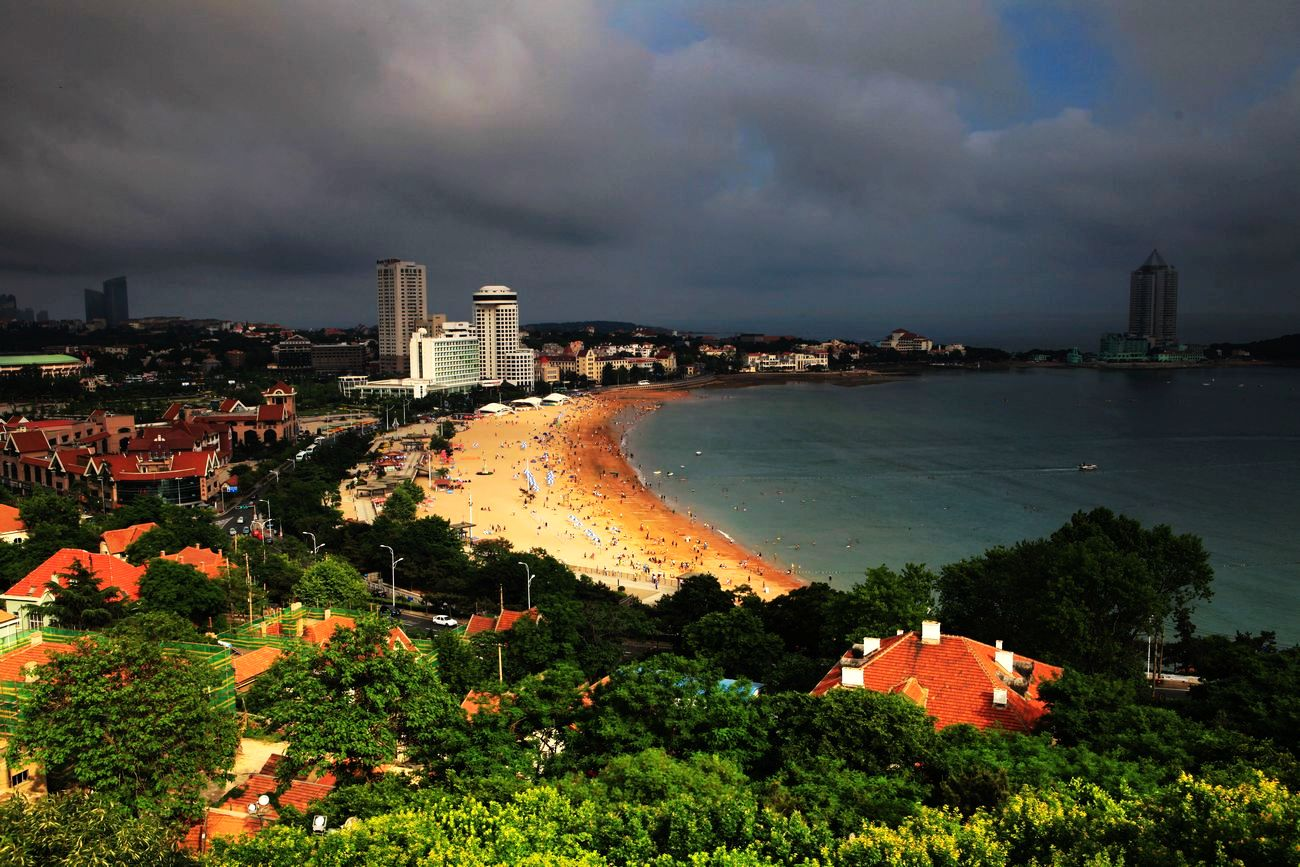
第一海水浴场

青島第一海水浴場簡稱第一海水浴场，是位於中國山東省青島市汇泉湾畔的一個天然浴场和沙灘。沙灘长580米，宽40余米。該浴場於每年6月1日-10月31日期間開放。
1901年，德国在匯泉灣畔开辟奥古斯特-维多利亚湾海滨浴场 ， 這是青岛市最早开辟的滨海公共游泳场所。1922年更名為青岛第一海水浴场。1930年代中期，第一海水浴场建起更衣室。1984年，第一海水浴场增设了钟塔、喷泉、雕塑、52栋更衣室等63个单体建筑，海水浴场面积由原来的11800平方米扩大为24000平方米。2003年，浴場再度改造。浴場的沙灘面積擴大了一倍。